# Josef Denk (Philologe)
Josef Denk (* 18. Januar 1849 in München; † 22. Januar 1927 ebenda) war ein deutscher Philologe und Theologe.

## Leben
Josef Denk schloss 1870 das Wilhelmsgymnasium München ab und studierte anschließend in seiner Heimatstadt Theologie.
Nach der Priesterweihe 1875 war er Pfarrer in verschiedenen Landpfarreien, zuletzt in Straußdorf bei Grafing (1899–1902). Seit 1903 war er freiresignierter Pfarrer in München. Er sammelte Belegstellen der Vetus Latina. Nach seinem Tod wurde die Erzabtei Beuron Besitzer seiner Bibliothek und des von ihm gesammelten Zettelmaterials. Dort wird die Arbeit im Vetus Latina-Institut fortgesetzt.
Josef Denk starb 1927 im Alter von 78 Jahren in München.

## Grabstätte

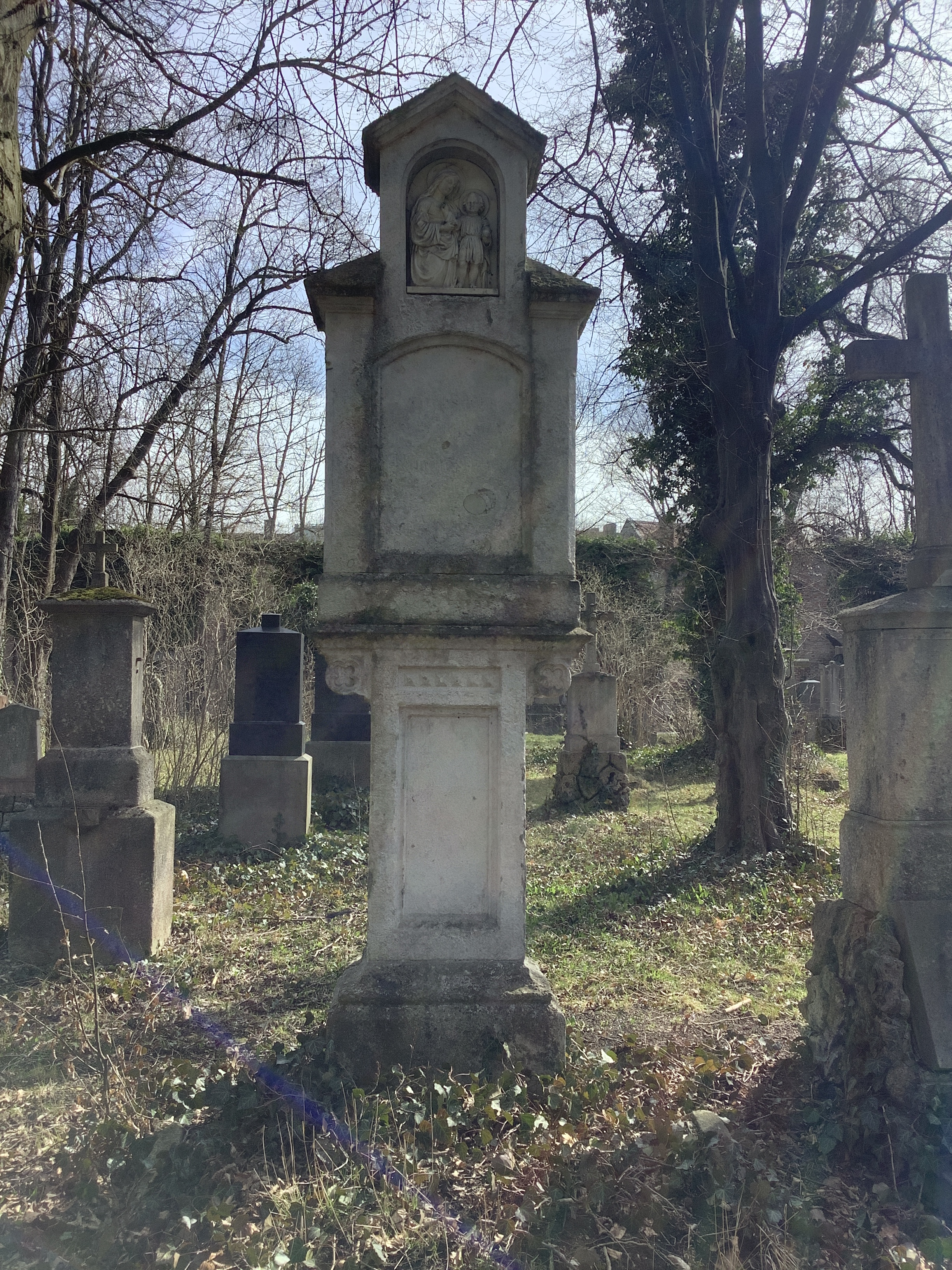
Grab von Josef Denk auf dem Alten Südlichen Friedhof in München

Die Grabstätte von Josef Denk befindet sich auf dem Alten Südlichen Friedhof in München (Gräberfeld 31 – Reihe 13 – Platz 10/11) Standort.

## Schriften (Auswahl)
- als Herausgeber: Der neue Sabatier. Leipzig 1914, OCLC 65844169.
  - Rezension von Adolf Jülicher